# 2022 AE1
2022 AE1 ist ein erdnaher Asteroid in Größe des Asteroiden, der wahrscheinlich das Tunguska-Ereignis auslöste. Er wurde am 6. Januar 2022 entdeckt. 
Am 9. Januar wurde er kurzzeitig auf der Turiner Skala mit 1 bewertet, als virtueller Impaktor am 4. Juli 2023. Seine nächste Erdnähe wurde für den 1. Juli 2023 ± 1 Tage erwartet.